# Los Angeles Film Critics Association Award de melhor atriz
O Los Angeles Film Critics Association Award de melhor atriz e um prémio oferecido pelo circulo de críticos de Los Angeles para a melhor atuação de atriz em cinema do ano.